# 哈姆本菲卡足球俱樂部
哈姆本菲卡足球俱樂部（FC Rapid Mansfeldia Hamm Benfica）是盧森堡的一家足球俱樂部。主場位於哈姆。球隊參加盧森堡國家足球聯賽的賽事。

## 外部連結
- Official Site